# لیلیانس ۷۵۶
سیارک ۷۵۶ (به انگلیسی: 756 Lilliana، نامگذاری:1908DC) هفتصد و پنجاه و ششمین سیارک کشف شده‌است که در ۲۶ آوریل ۱۹۰۸ کشف شد.
قدر مطلق سیارک برابر ۹٫۶۰ است.